# Каваньоло
Каваньоло (итал. Cavagnolo) — коммуна в Италии, располагается в регионе Пьемонт, в провинции Турин.
Население составляет 2340 человек (2008 г.), плотность населения составляет 195 чел./км². Занимает площадь 12 км². Почтовый индекс — 10020. Телефонный код — 011.
Покровителем коммуны почитается святой Евсевий из Верчелли (Sant’Eusebio), празднование 1 августа.

## Демография
Динамика населения:

## Администрация коммуны
- Официальный сайт: http://www.comune.cavagnolo.to.it/ Архивная копия от 9 октября 2009 на Wayback Machine